# 대한민국 형사소송법 제97조
대한민국 형사소송법 제97조는 보석, 구속의 취소와 검사의 의견에 대한 형사소송법의 조문이다.
보석 결정 시 검사의 의견 요청하고 구속 취소 결정 시 절차, 검사의 의견 표명 의무, 즉시항고 가능 여부 등을 규정하고 있다. 2007년 6월 1일 법률 제8496호로 일부개정되어 2008년 1월 1일 시행되었다.

## 조문
제97조(보석, 구속의 취소와 검사의 의견) ① 재판장은 보석에 관한 결정을 하기 전에 검사의 의견을 물어야 한다.  <개정 2007.6.1.>
②구속의 취소에 관한 결정을 함에 있어서도 검사의 청구에 의하거나 급속을 요하는 경우외에는 제1항과 같다.  <개정 1995.12.29.>
③검사는 제1항 및 제2항에 따른 의견요청에 대하여 지체 없이 의견을 표명하여야 한다.  <신설 2007.6.1.>
④구속을 취소하는 결정에 대하여는 검사는 즉시항고를 할 수 있다.  <개정 1995.12.29., 2007.6.1.>
[전문개정 1973.1.25.]
[93헌가2 1993.12.23.(1973.1.25 ..法2450)]

第97條(保釋, 拘束의 取消와 檢事의 意見) ① 재판장은 보석에 관한 결정을 하기 전에 검사의 의견을 물어야 한다.  <개정 2007.6.1.>
②拘束의 取消에 關한 決定을 함에 있어서도 檢事의 請求에 의하거나 급속을 요하는 경우외에는 第1項과 같다.  <개정 1995.12.29.>
③검사는 제1항 및 제2항에 따른 의견요청에 대하여 지체 없이 의견을 표명하여야 한다.  <신설 2007.6.1.>
④拘束을 取消하는 決定에 대하여는 檢事는 卽時抗告를 할 수 있다.  <개정 1995.12.29., 2007.6.1.>
[全文改正 1973.1.25.]
[93헌가2 1993.12.23.(1973.1.25 ..法2450)]

## 사건
법원이 결정한 윤석열 대통령의 구속 취소와 관련하여 본 조는 검찰이 10일 이내에 즉시항고를 할 수 있도록 하고 있고 즉시항고가 이루어지면 형사소송법 제410조에 따라 구속취소 결정의 집행이 정지될 수 있어 윤 대통령의 석방 여부는 검찰의 대응에 따라 달라질 수 있다.

## 판례
- 보석허가결정에 대하여 검사의 즉시항고를 허용하여 그 즉시항고에 대한 항고심의 재판이 확정될 때까지 그 집행이 정지되도록 한 형사소송법 제97조 제3항의 규정은 당해 피고인에 대한 보석허가결정이 부당하다는 검사의 불복을 그 피고인에 대한 구속집행을 계속할 필요가 없다는 법원의 판단보다 우선시킨 것이어서 구속의 여부와 구속을 계속시키는 여부에 대한 판단을 사법권의 독립이 보장된 법관(法官)의 결정에만 맡기려는 영장주의에 위반되고, 그 내용에 있어 합리성과 정당성이 없으면서 피고인의 신체의 자유를 제한하는 것이므로 적법절차의 원칙에 반하며, 기본권제한입법의 기본원칙인 방법의 적정성, 피해의 최소성, 법익의 균형성을 갖추지 못하여 과잉금지의 원칙에도 위반된다.[2]

## 참고 문헌
- 손동권 신이철, 새로운 형사소송법(초판, 2013), 세창, 2013. ISBN 9788984114081